# Мануель Угарте
Мануе́ль Уга́рте (ісп. Manuel Ugarte, нар. 11 квітня 2001, Монтевідео) — уругвайський футболіст, півзахисник клубу «Манчестер Юнайтед».
Виступав, зокрема, за клуби «Фенікс» та «Спортінг» (Лісабон), а також національну збірну Уругваю.

## Клубна кар'єра
Народився 11 квітня 2001 року в місті Монтевідео. Вихованець футбольної школи клубу «Фенікс». Дорослу футбольну кар'єру розпочав 2016 року в основній команді того ж клубу, в якій провів чотири сезони, взявши участь у 53 матчах чемпіонату. 
Протягом 2021 року захищав кольори клубу «Фамалікан».
До складу клубу «Спортінг» приєднався 2021 року. Станом на 14 листопада 2022 року відіграв за лісабонський клуб 38 матчів в національному чемпіонаті.

## Виступи за збірні
З 2018 року залучався до складу молодіжної збірної Уругваю. На молодіжному рівні зіграв у 12 офіційних матчах, забив 1 гол.
У 2021 році дебютував в офіційних матчах у складі національної збірної Уругваю.
У складі збірної був учасником чемпіонату світу 2022 року у Катарі.
| Дата      | Місто       | Господарі      | Результат | Гості   | Турнір            | Голи | Примітки |
| --------- | ----------- | -------------- | --------- | ------- | ----------------- | ---- | -------- |
| 6-9-2021  | Монтевідео  | Уругвай        | 4 – 2     | Болівія | Відбір до ЧС 2022 | -    | 70'      |
| 30-3-2022 | Лас-Кондес  | Чилі           | 0 – 2     | Уругвай | Відбір до ЧС 2022 | -    | 74'      |
| 2-6-2022  | Глендейл    | Мексика        | 0 – 3     | Уругвай | товариський матч  | -    | 73'      |
| 5-6-2022  | Канзас-Сіті | США            | 0 – 0     | Уругвай | товариський матч  | -    | 61'      |
| 11-6-2022 | Монтевідео  | Уругвай        | 5 – 0     | Панама  | товариський матч  | -    | 62' 82'  |
| 27-9-2022 | Братислава  | Канада         | 0 – 2     | Уругвай | товариський матч  | -    | 61'      |
| 24-3-2023 | Токіо       | Японія         | 1 – 1     | Уругвай | товариський матч  | -    | 77'      |
| 28-3-2023 | Сеул        | Південна Корея | 1 – 2     | Уругвай | товариський матч  | -    | 46'      |
| 8-9-2023  | Монтевідео  | Уругвай        | 3 – 1     | Чилі    | Відбір до ЧС 2026 | -    | 66'      |
| Усього    |             | Матчів         | 9         |         | Голів             | 0    |          |

## Титули і досягнення
- Володар Кубка португальської ліги (1):

«Спортінг»: 2021-22
- Чемпіон Франції (1):

«Парі Сен-Жермен»: 2023-24
- Володар Кубка Франції (1):

«Парі Сен-Жермен»: 2023-24
- Володар Суперкубка Франції (1):

«Парі Сен-Жермен»: 2023
Збірна Уругваю
- Бронзовий призер Кубка Америки: 2024[1]